# Застава Швајцарске
Застава Швајцарске води порекло од заставе кантона Швиц. Са заставом Ватикана, то је једина државна застава квадратног облика на свету. Пропорције заставе нису званично одређене за државну заставу већ само за поморску, а 1889. године званично су одређене пропорције крста (равнокраки, кракови су шест пута дужи него шири).
Нијанса црвене такође није званично одређена а обично се користи јарко црвена боја.